# Valerio Fiori
Pour les articles homonymes, voir Fiori.
Valerio Fiori (né le 27 avril 1969 à Rome) est un ancien footballeur italien.

## Biographie
Valerio Fiori a joué son premier match en Serie A  le 8 janvier 1989 lors de la rencontre Fiorentina - Lazio (3-0).
Il possède 4 sélections en équipe d'Italie espoirs.

## Clubs
- 1985-1986 :  AS Lodigiani
- 1986-1993 :  Lazio Rome
- 1993-1996 :  Cagliari Calcio
- 1996-1997 :  AC Cesena
- 1997-1998 :  AC Fiorentina
- 1998-1999 :  Plaisance FC
- 1999-2008 :  AC Milan